# Morton-Gneis
Der Morton-Gneis ist ein mehr als 3500 Millionen Jahre alter, migmatitischer Orthogneis des Paläoarchaikums im Südwesten Minnesotas. Zusammen mit dem benachbarten  Montevideo-Gneis und dem Watersmeet Gneiss Dome im Norden Wisconsins bildet er das bisher älteste bekannte Gestein der Vereinigten Staaten.

## Etymologie

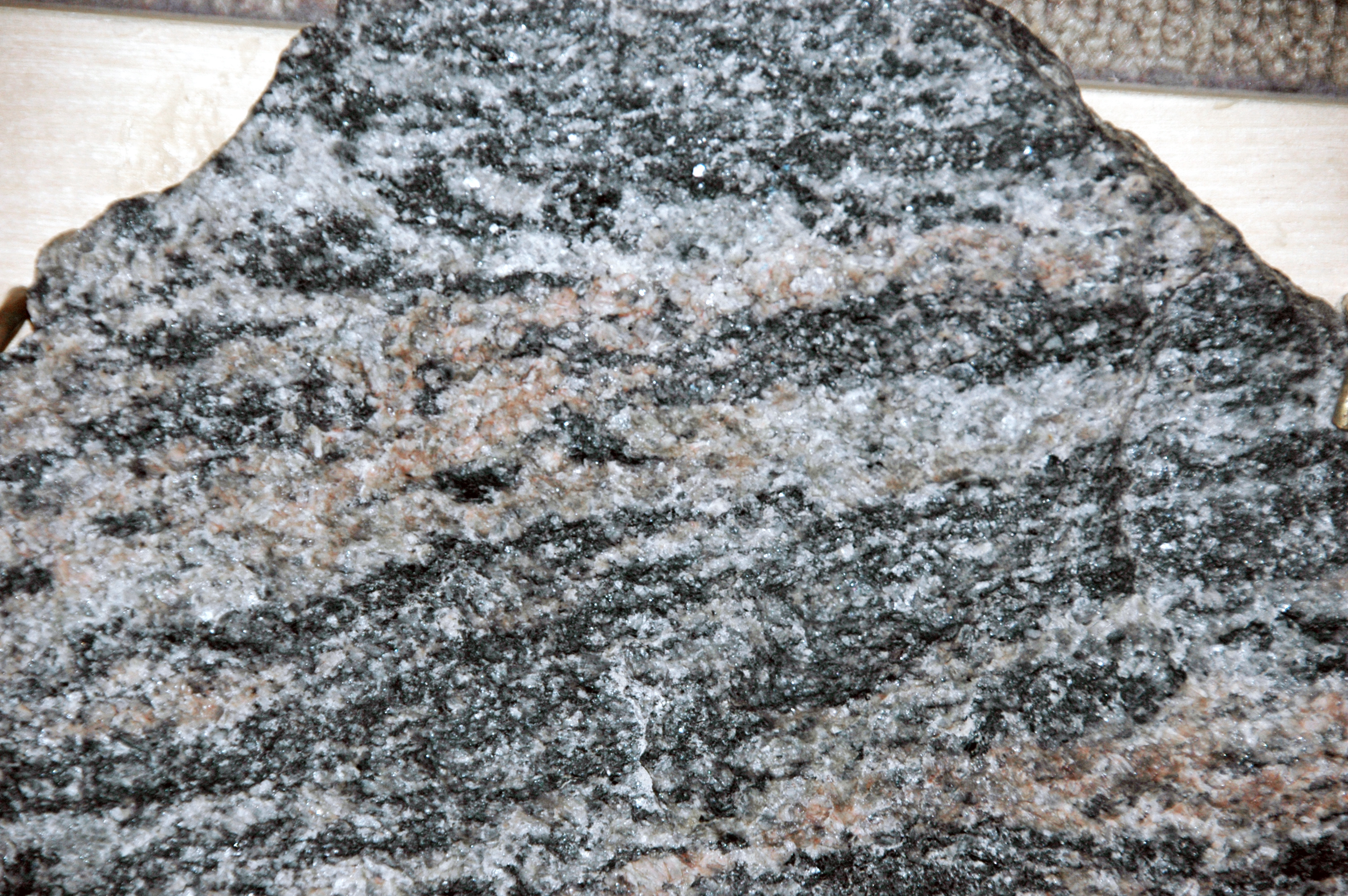
Handstück vom Morton-Gneis

Der Morton-Gneis, Englisch Morton Gneiss, auch als rainbow gneiss bezeichnet („Regenbogen-Gneis“), ist nach der im Minnesota River Valley gelegenen Ortschaft Morton benannt. Morton ist ein britischer Orts- und Familienname, der sich aus den altenglischen Wörtern mōr „Moor, Marsch“ und  tūn  „Ansiedlung“ ableitet. Morton hat somit die Bedeutung „Ansiedlung am Moor“.

## Geographie
Die Typlokalität ist direkt an der highschool von Morton aufgeschlossen. Der Morton-Gneis erscheint im Tal des hier nach Südosten abfließenden Minnesota Rivers. Er unterlagert aber auch die beiderseits des Flusses aufgeschlossene, von Till bedeckte Plateaulandschaft. Zugegen ist der Gneis im Untergrund vom Nicollet-, Renville- und Sibley County östlich des Minnesota Rivers. Westlich des Flusses erscheint er im Lyon- und im Redwood County. Das Aufschlussgebiet reicht von Renville im Norden bis knapp Sleepy Eye im Süden sowie bis Marshall im Südwesten.

## Geschichtliches
Der Morton Gneis wird in Morton seit 1884 abgebaut, hauptsächlich damals als Schotter zum Eisenbahnbau der Minneapolis and Saint Louis Railroad. Im Jahr 1956 wurde das Gestein von E. H. Lund untersucht und damals von ihm noch als Morton quartz-monzonite gneiss bezeichnet. Das hohe vermutete Alter des Gneises spornte bereits im Jahr 1963 E. J. Catanzaro zu Altersuntersuchungen mittels Zirkonen an. Mittlerweile wird versucht, mit enorm verfeinerten geochronologischen Methoden den Andockungsprozess der Gneise an den Superior Craton während des ausgehenden Neoarchaikums zu entschlüsseln.

## Geologie

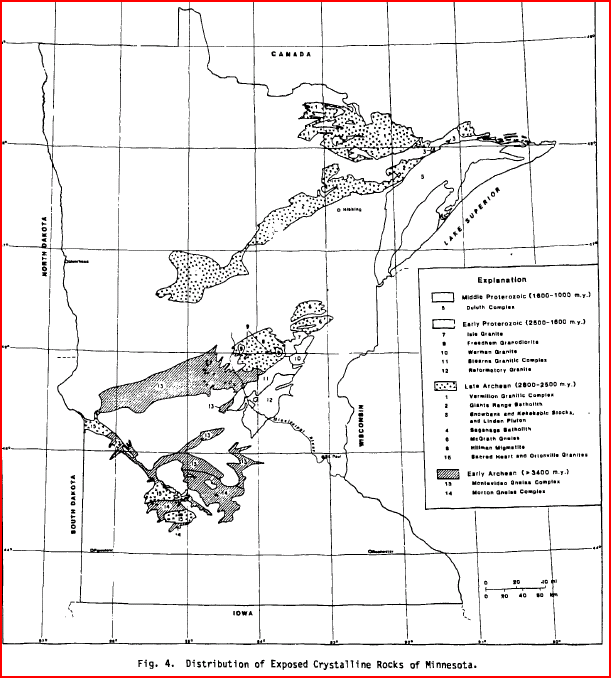
Die anstehenden Kristallingesteine Minnesotas. Der Morton-Gneis im Südwesten wird von Nummer 14 repräsentiert.

Der Morton Gneis gehört lithologisch zum Southern Gneiss Complex, der den Südrand des vorwiegend neoarchaischen Superior Cratons innerhalb des Kanadischen Schildes bildet. Es wird angenommen, dass der Gneiskomplex während der Algoman Orogeny (2700 bis 2500 Millionen Jahre) von Süden auf den Superior Craton aufgeschoben wurde. Tektonisch gehört der Morton-Gneis zum Morton-Block der spätarchaischen Minnesota River Valley Subprovince (abgekürzt MRV). Die Einteilung der Subprovinz in vier Blöcke beruht hierbei vorwiegend auf Aeromagnetik und Schweremessungen.
Der Morton block grenzt im Norden an den Montevideo-Block, von dem er durch die Yellow Medicine Shear Zone (abgekürzt YMSZ) abgetrennt wird. Die sinistrale (linksverschiebende) Scherzone verläuft unmittelbar südlich von Granite Falls Ostnordost. Der Montevideo-Block wird gegen Norden vom Nordost-streichenden Appleton Geophysical Lineament (oder auch Appleton Shear Zone – ASZ) gegen den Benson-Block abgetrennt. Die Nordbegrenzung des Benson-Blocks bildet die Great Lakes Tectonic Zone (GLTZ), an der die Wawa Subprovince des Superior Cratons erreicht wird.
Südlich vom Morton-Block schließt sich der Jeffers-Block an, welcher von zwei Loben des paläoproterozoischen, rund 1700 Millionen Jahre alten Sioux Quartzites abgedeckt wird. Die Grenze zum Jeffers-Block wird vom Brown Count Lineament (BCL) gebildet. Auch der Morton-Block berührt im Südwesten den Sioux Quartzite, dehnt sich aber noch weiter nach Westen bis an die Staatsgrenze von South Dakota hin aus. Im Osten wird der Block jedoch von Gesteinen, die von der Penokean Orogeny (1860 bis 1830 Millionen Jahre) betroffen wurden, begrenzt. Nur wenig weiter im Osten erscheinen dann bereits zum Midcontinent Rift System zählende Gesteine. Der Jeffers-Block grenzt dann im Süden seinerseits mittels der Nordost-streichenden Spirit Lake Tectonic Zone (SLTZ) bereits an das wesentlich jüngere Yavapai-Terran (zirka 1750 Millionen Jahre).
Vor ungefähr 100 Millionen Jahren (in der Oberkreide) war der Morton-Gneis noch von einer dünnen Haut aus Regolith bedeckt, die sodann seinerseits in der Oberkreide von relativ unverfestigten Siltsteinen und schwarzen Schiefertonen des Interior Seaways abgedeckt wurde (darunter die Formationen Dakota-Formation, Graneros Shale, Greenhorn Limestone und Carlile Shale). Nach Ende der Oberkreideablagerungen tauchte der Gneis schließlich erstmals an der Erdoberfläche auf. 
Im Verlauf des Quartärs fanden in den letzten beiden Millionen Jahren mehrere Eisvorstöße statt, die den Gneis mit mehr als hundert Metern von Till wieder zudeckten. Die letzten Gletscherzungen zogen sich erst vor 12.000 Jahren wieder zurück. Durch das Abschmelzen der Eismassen bildete sich im südlichen Kanada, in Minnesota und in North Dakota ein riesiger Schmelzwassersee – der Lake Agassiz. Als dessen Wasser jäh nach Süden abflossen entstand der River Warren, der das Tal des Minnesota Rivers ausschürfte. Dieser mächtige Schmelzwasserstrom räumte rund hundert Meter an Gletscherablagerungen aus und schuf Ausbisse mit Morton-Gneis im Tal und entlang der Talwandungen.

## Petrologie

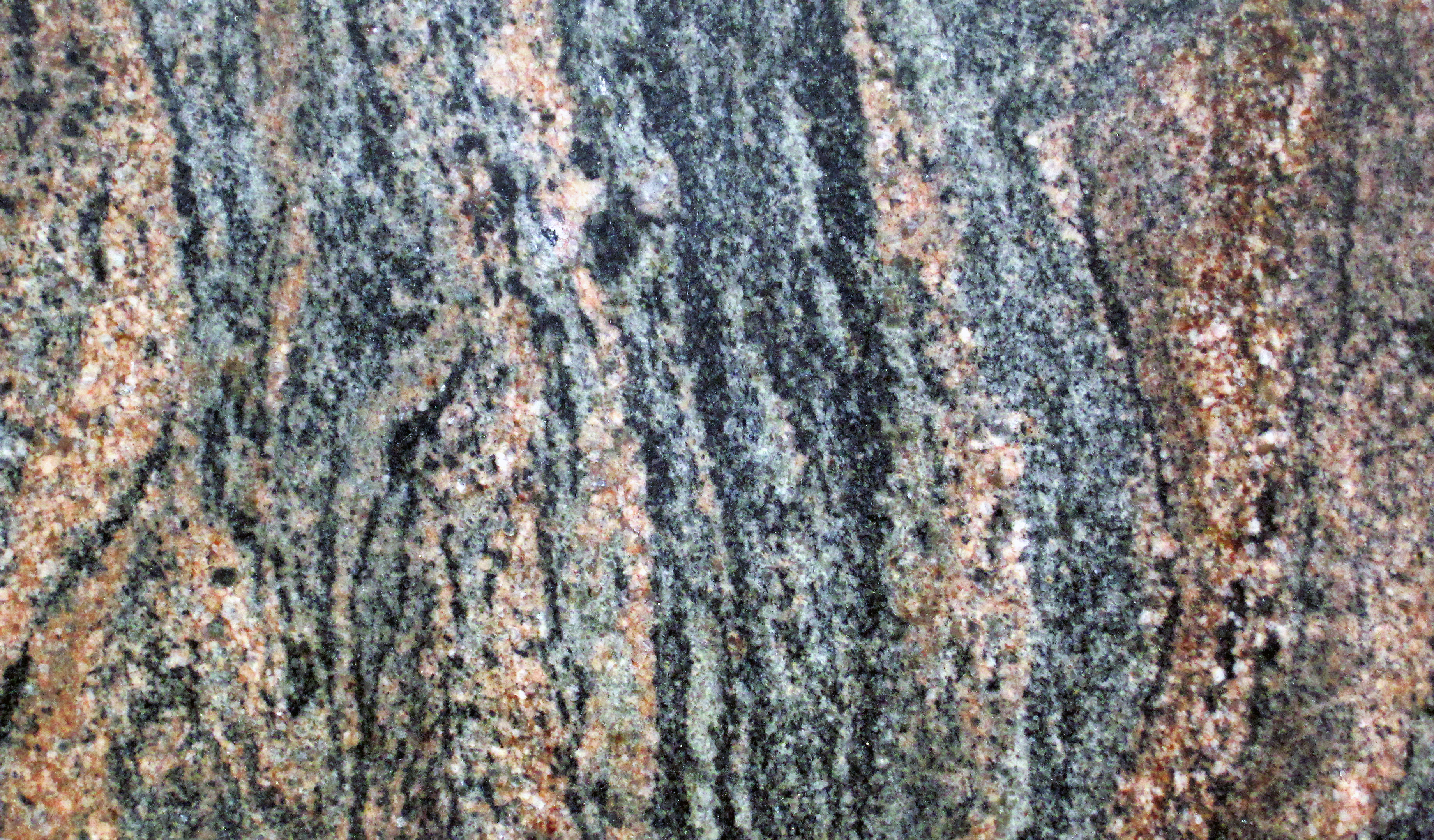
Der paläoarchaische Morton-Gneis ist ein Migmatit

Der Morton-Gneis ist ein Gneiskomplex, der petrologisch aus verschiedenen, untereinander vermischten Gesteinstypen mit genereller Quarz-Feldspat-Mineralogie aufgebaut wird. Die bedeutendsten 5 Typen entlang dem Minnesota River sind:
- ein homogener, mittel- bis grobkörniger, biotithaltiger Tonalitgneis, der verstreute Einschlüsse von Amphibolit enthält
- ein sehr deutlich lagiger Tonalitgneis (mit Lagenstärken im Zentimeter- und Dezimeterbereich). Er führt konforme Amphibolitlagen, aber auch diskonforme Amphibolitblöcke.
- ein homogener, grobkörniger bis pegmatitischer Granodioritgneis.
- eine massiver, fein- bis mittelkörniger, granoblastischer Leukogneis (Hellgneis) mit granodioritischer bis tonalitischer Zusammensetzung.
- ein anatektischer Granit.

Die ersten vier Gesteinstypen sind grau gefärbte Gneise, der anatektische Granit ist pinkfarben.
Petrologisch ist der Morton-Gneis ein Migmatit – es lässt sich somit ein Paläosom und ein Neosom unterscheiden. Zum Paläosom gehören der Tonalitgneis und der Granodioritgneis sowie die Amphibolite. Im Neosom erscheinen die Adamellite 1 und 2, ein agmatischer Granodiorit, ein pegmatitischer Granit und ein Mikroklinhaltiger Granitgneis. Die Adamellite werden jetzt als Granite klassifiziert, wobei der feinkörnige Adamellit-1 den gewöhnlichen Granitgneis repräsentiert und der Adamellit-2 dem Sacred Heart Granit sehr nahe steht.
Im aufgesägten und polierten Zustand zeigt der Morton-Gneis Bänderungen und Verdrehungen aus schwarzer, pinker und grauer Farbe (daher auch der Name Regenbogengneis) – gelegentliche weiße, fleckige Partien wirken wie im Raum schwebende Galaxien und Nebel. Die Farben gehen auf seine Minerale zurück – weiß stammt von Quarz, pink von Kalifeldspat, hellgrau von Plagioklas und schwarz von Biotit und Amphibol. Der in Morton als Baustein abgebaute Regenbogengneis ist eine lokale Varietät, bei der die pinke anatektische Komponente ungewöhnlich stark vertreten ist.
Der Morton-Gneis war ursprünglich einmal ein grauer Granit, der vor mehr als 3500 Millionen Jahren in die Erdkruste aufgedrungen war. Die granitische Schmelze hatte sich nur langsam abgekühlt und kristallisiert. Während der Sacred Heart Orogeny (2604 bis 2583 Millionen Jahre BP – eine Episode der Algoman Orogeny) waren zwei Krustenfragmente im Südwesten Minnesotas miteinander zusammengestossen, wodurch der Granit stark aufgewärmt wurde und unter Druck geriet. Dies ging so weit, dass das Gestein erneut aufschmolz und gleichzeitig frische, pinkfarbene granitische Schmelzen neu eindringen konnten. Die beiden Granitanteile verfalteten und verdrehten sich, kühlten wieder ab und präservierten die erlittenen Kontorsionen. 800 Millionen Jahre später (vor rund 1780 Millionen Jahren) kam es zu einer erneuten Erwärmung des Gesteins, welche zusätzliche Farbtöne und Gefüge beisteuerte.
David L. Southwick (2014) unterteilt den paläo- bis mesoarchaischen Orthogneis-Komplex im Morton-Block anhand von Geländekriterien inzwischen in fünf recht breit gefasste Gesteinstypen, wobei mafische Inklusionen hier nicht berücksichtigt werden:
- einen Biotit-Trondhjemitgneis. Hierbei handelt es sich um ein recht massiges, grobkörniges und deutlich foliiertes Gestein – den so genannten Vicksburg-Typus.
- einen massigen, mittelkörnigen und undeutlich foliierten Tonalit- bis Granodioritgneis.
- einen modal lagigen Tonalit- bis Granodioritgneis. Die Lagen erscheinen im Zentimeter- bis Dezimeterbereich. Die modalen Proportionen an Plagioklas, Alkalifeldspat, Quarz, Biotit und Hornblende können je nach Fundort verschieden sein und variieren auch von Lage zu Lage.
- ein foliierter, pegmatitischer Gneis, der sich mit feinkörnigeren Granitoidgneisen vermischt.
- ein Biotit-Granitgneis (wurde von Goldich und Kollegen auch als adamellite 1 bezeichnet).

Die ersten drei Gesteinstypen sind mit je 28,6 % am häufigsten. Der pegmatitische Gneis stellt nur 4 %, der Biotit-Granitgneis 10 %.

## Geochemie

### Hauptelemente
Angeführt seien geochemische Analysen verschiedener Gesteinstypen des Morton-Gneises:
| Oxid Gew. % | Tonalit-Granodioritgneis | lagiger Tonalit-Granodioritgneis | lagiger Pegmatit mit Granodioritgneis | Biotit-Trondhjemitgneis | Biotit-Granitgneis | Durchschnitt |
| ----------- | ------------------------ | -------------------------------- | ------------------------------------- | ----------------------- | ------------------ | ------------ |
| SiO2        | 66,32                    | 67,53                            | 71,70                                 | 74,23                   | 74,80              | 69,97        |
| TiO2        | 1,21                     | 0,46                             | 0,30                                  | 0,22                    | 0,08               | 0,35         |
| Al2O3       | 17,76                    | 15,43                            | 14,80                                 | 14,27                   | 13,60              | 15,57        |
| FeO         | 1,76                     | 3,03                             | 2,12                                  | 1,22                    | 0,45               | 1,85         |
| Fe2O3       | 0,68                     | 1,02                             | 0,13                                  | 0,34                    | 0,34               | 0,63         |
| MnO         | 0,04                     | 0,07                             | 0,02                                  | 0,01                    | 0,01               | 0,04         |
| MgO         | 0,86                     | 1,47                             | 0,74                                  | 0,63                    | 0,14               | 0,89         |
| CaO         | 3,89                     | 3,81                             | 2,49                                  | 2,33                    | 1,42               | 3,12         |
| Na2O        | 5,89                     | 4,75                             | 3,96                                  | 5,20                    | 3,09               | 5,02         |
| K2O         | 1,62                     | 1,73                             | 3,50                                  | 1,30                    | 5,36               | 1,99         |
| P2O5        | 0,14                     | 0,17                             | 0,10                                  | 0,04                    | 0,03               | 0,11         |
| Al/K+Na     | 1,55                     | 1,59                             | 1,44                                  | 1,43                    | 1,32               | 1,49         |
| Al/K+Na+Ca  | 0,99                     | 0,93                             | 1,00                                  | 1,01                    | 1,06               | 0,97         |

Die Durchschnittsanalyse entspricht etwa einem kalkalkalischen Granodiorit. Der Morton-Gneis bildet somit Teil eines TTG-Komplexes, da er neben Granodiorit ebenfalls Tonalit- und Trondhjemit-Komponenten enthält. Die Analysenwerte für SiO2 schwanken zwischen 66,3 und 74,8 Gewichtsprozent, die Gesteine sind somit felsisch (sauer). Ihr  K2O + Na2O-Gehalt (K+Na) variiert gleichzeitig zwischen 6,5 und 8,5 Gewichtsprozent. Dies entspricht Granodioriten, Quarzmonzoniten und Graniten. Sämtliche Gesteine sind metaluminos (mit Al2O3/(K2O + Na2O)>1). Einige Vertreter sind auch peraluminos (mit Al2O3/(K2O + Na2O + CaO)>1) – wie beispielsweise der Biotit-Trondhjemitgneis und der Biotit-Granitgneis. Eindeutig negativ korreliert mit steigendem SiO2-Gehalt sind TiO2, Al2O3 und CaO.

### Normierung
Die Normierung ergibt folgendes Bild:
| Normmineral Gew. % | Tonalit-Granodioritgneis | lagiger Tonalit-Granodioritgneis | lagiger Pegmatit mit Granodioritgneis | Biotit-Trondhjemitgneis | Biotit-Granitgneis | Durchschnitt |
| ------------------ | ------------------------ | -------------------------------- | ------------------------------------- | ----------------------- | ------------------ | ------------ |
| Q                  | 16,06                    | 22,09                            | 27,76                                 | 32,57                   | 32,95              | 24,58        |
| or                 | 9,57                     | 10,22                            | 20,68                                 | 7,68                    | 31,67              | 11,76        |
| ab                 | 49,84                    | 40,19                            | 33,51                                 | 44,00                   | 26,15              | 42,48        |
| an                 | 17,24                    | 15,60                            | 11,33                                 | 11,03                   | 6,85               | 14,07        |
| C                  | –                        | –                                | 0,35                                  | 0,27                    | 0,21               | –            |
| di                 | 0,72                     | 1,43                             | –                                     | –                       | –                  | 0,33         |
| hy                 | 3,72                     | 7,04                             | 5,17                                  | 3,18                    | 0,78               | 4,43         |
| mt                 | 0,99                     | 1,48                             | 0,19                                  | 0,49                    | 0,49               | 0,91         |
| il                 | 0,93                     | 0,87                             | 0,57                                  | 0,42                    | 0,15               | 0,66         |
| ap                 | 0,33                     | 0,40                             | 0,24                                  | 0,09                    | 0,07               | 0,26         |

Sämtliche Gesteine sind quarznormativ und somit an SiO2 übersättigt. Korund-normativ sind der lagige Pegmatit, der Biotit-Trondhjemitgneis und der Biotit-Granitgneis. Diopsid-normativ sind hingegen die beiden Tonalit-Granodioritgneise. Eindeutig vorherrschend ist die Albitkomponente ab.

## Tektonik
Die prinzipielle Foliation im Morton-Gneis ist so gut wie horizontal, wird aber zu breitangelegten Stauchungen verfaltet, welche ganz sanft nach Nordost eintauchen. Erstes großtektonischer Ereignis war die Algoman Orogeny (etwa 2700 bis 2500 Millionen Jahre BP), die in Minnesota als Sacred Heart Orogeny (2604 bis 2584 Millionen Jahre BP) bezeichnet wird. Das Verschweißen der paläo- und mesoarchaischen Gneise des Minnesota River Valley-Terrans mit dem Südrand des Superior Cratons erfolgte unter starker Kontraktion, hochgradiger Metamorphose und voluminösen Plutonismus.

## Alter
Geochronologisch hat der Morton-Gneis Alter zwischen 3624 ± 46 und 3043 Millionen Jahre BP geliefert. Das mit 3624 ± 46 Millionen Jahre BP bisher höchste ermittelte Alter stammt aus einem biotithaltigen Tonalitgneis. Das bisher vertrauenswürdigste Alter dürfte jedoch 3524 ± 9 Millionen Jahre BP sein – es wurde mittels SHRIMP und der Uran-Blei-Datierung an Zirkonen ermittelt. Zum Vergleich: der benachbarte Montevideo-Gneis aus dem Chippewa County ist mit 3485 ± 10 Millionen Jahre BP etwas jünger. Sehr ähnliche Zirkonalter fanden ebenfalls Bickford und Kollegen (2006) für den Regenbogengneis – 3529 ± 3 und 3516 ± 17 Millionen Jahre BP. Die Zirkonpopulationen 2 waren jedoch mit 3360 ± 9 und 3356 ± 10 Millionen Jahre BP bereits deutlich jünger. Die Zirkonaußenränder ergaben nur noch 2595 ± 2 Millionen Jahre BP.
Nach der Erstkristallisation zwischen 3524 und 3485 Millionen Jahre BP war es noch zu weiteren Zirkonwachstumsphasen gekommen, die geotektonischen Ereignissen zuzuordnen sind. Diese Phasen liegen bei 3440 Millionen Jahren, bei 3422 Millionen Jahre BP (mit einer Tonalitintrusion), bei 3385 ± 8 und 3370  Millionen Jahren (entsprechend einer Granodiorit-Intrusion) und bei 3377 ± 17 Millionen Jahren (entsprechend einer Tonalit-Granodioritintrusion). Es folgten metamorphe Ereignisse zwischen 3350 und 3300 Millionen Jahren. Bei 3141 ± 2 Millionen Jahren ereignete sich eine mafische Intrusion, dicht gefolgt von einem metamorphen Ereignis um 3140 Millionen Jahre BP. Das letzte Ereignis in dieser Reihe registrierte bei 3080 Millionen Jahre BP. 
Nach langer Ruhepause kulminierte die Entwicklung des Terrans in einer Hochdruckmetamorphose bei rund 2619 bis 2606 ± 4 Millionen Jahren (datiert mittels Zirkonüberwachsungen) und mit dem Aufdringen des relativ schwach deformierten Sacred Heart Granite bei 2604 Millionen Jahren. Ein weiteres, praktisch identisches Alter für den Sacred Heart Granite ist 2603 ± 1 Millionen Jahre BP. Etwas jünger mit 2592 ± 1 Millionen Jahre BP ist ein Alkalisyenit aus dem Sacred Heart-Komplex. Der Adamellite 2 ergab 2600 ± 0,4 Millionen Jahre BP. Ein Aplitgang des Vicksburg-Tonalitgneises erbrachte 2590 ± 1 Millionen Jahre BP. 
Als jüngstes Gestein registriert ein großer Gang aus tholeiitischem Diabas bei Franklin, der mit 2067 ± 0,7 Millionen Jahre BP datiert wurde. Er gehört zu einer ersten, umgekehrt magnetisierten, eisenreichen Tholeiitgeneration, die zwischen 2080 und 1980 Millionen Jahren in den Morton-Block eingedrungen war. Ihre hauptsächliche Streichrichtung ist N 070 bis N 110. Eine zweite Ganggeneration streicht N 125 bis N 140, eine dritte N 075 bis N 085 und eine sechste N 170 bis N 180. Sämtliche Gänge sind umgekehrt magnetisiert und wurden noch nicht datiert.

## Verwendung

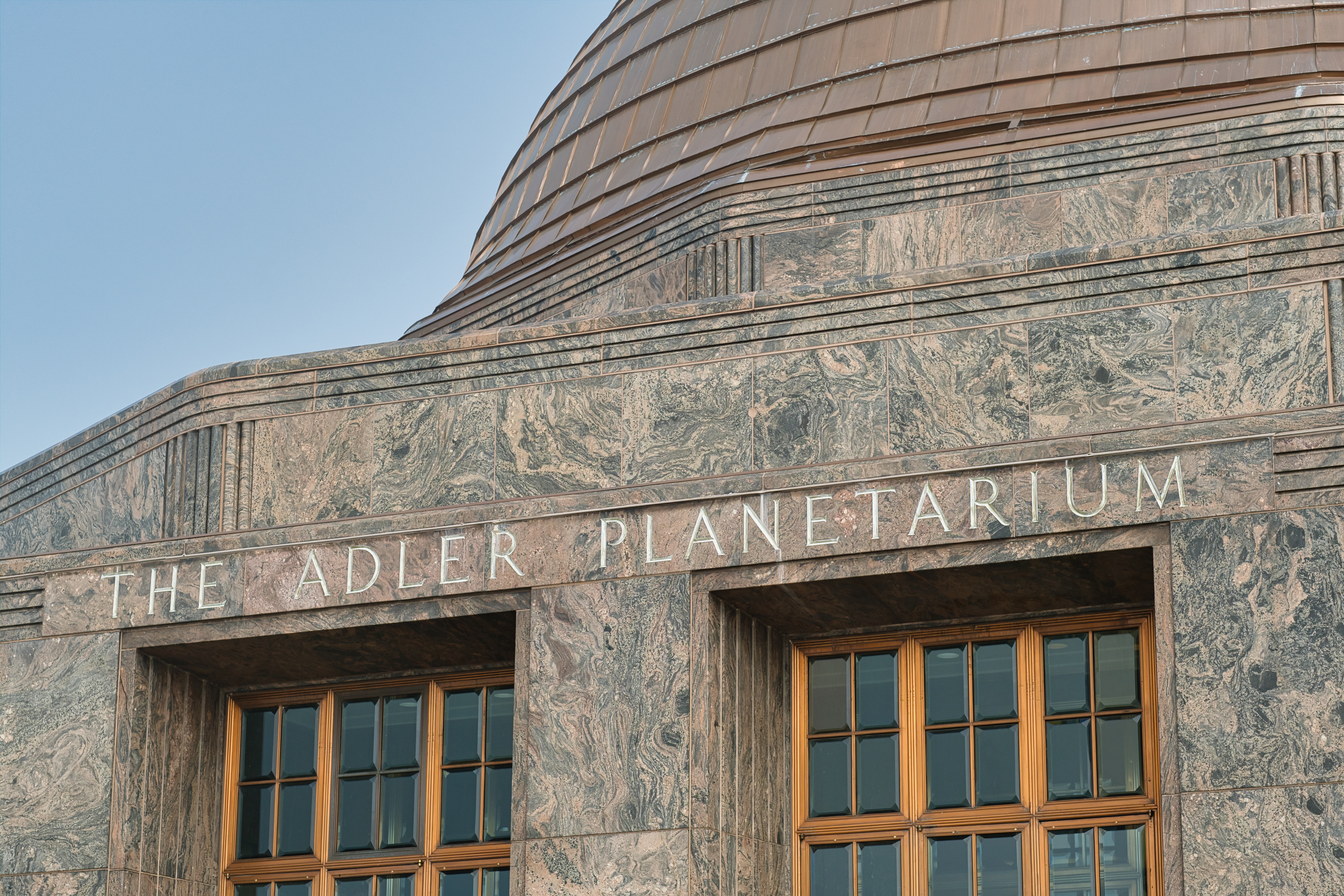
Der Morton-Gneis am Adler-Planetarium in Chicago

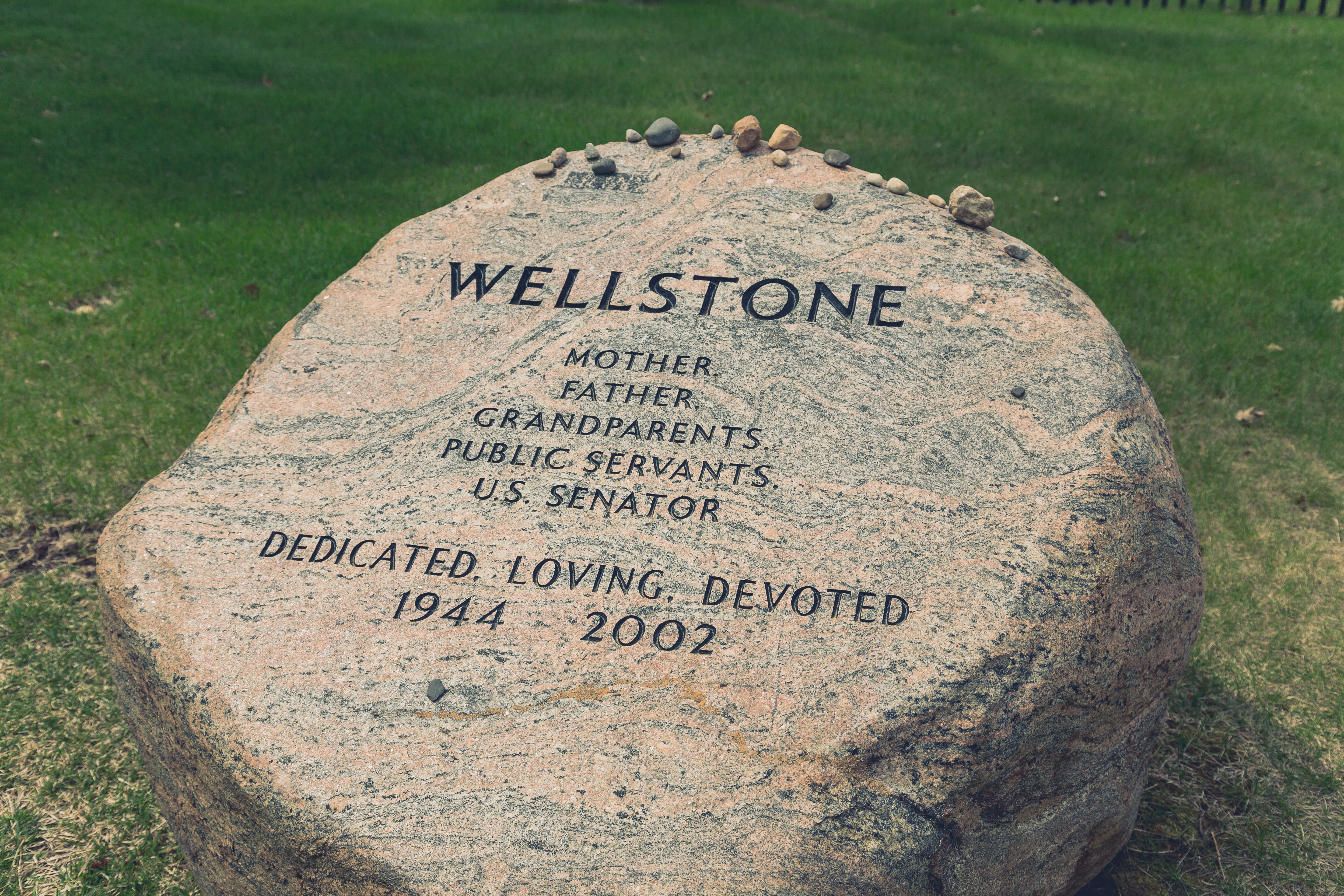
Grabstein aus Morton-Gneis von Paul Wellstone und Familie auf dem Lakewood Cemetery in Minneapolis

Neben seiner Verwendung als Schotter zum Bahntrassenbau im ausgehenden 19. Jahrhundert wurde der Morton-Gneis später dann auch als ästhetischer und dekorativer Baustein eingesetzt. In großen Gebäuden wird er meist in den Untergeschossen verarbeitet. Seine größte Beliebtheit fand der Gneis während der Art-déco-Periode der 1920er und 1930er Jahre. Ein Beispiel aus dieser Zeit ist das 1930 fertiggestellte Adler-Planetarium in Chicago. Eingesetzt wurde der Gneis in New York City, in Detroit, in Des Moines, in Birmingham, in Tulsa, in Milwaukee, in Hartford und in Cincinnati. An der Washington State University wurden im Jahr 1950 mit dem Gestein die Holland Library und 1994 ihr Annex die Terrell Library errichtet. Obwohl der Morton-Gneis dieselbe Zähigkeit und Ausdauer wie Granit besitzt, wurde er nur selten als Strukturbaustein berücksichtigt.
In den Twin Cities wurde der Morton-Gneis von Northwestern Bell in den beiden Hauptquartieren in downtown Minneapolis und downtown Saint Paul verbaut. In downtown Saint Paul ziert er auf Straßenniveau das Gebäude von West Publishing am Kellogg Boulevard und kam auch am Osbourn Building an der Fifth Street und Wabasha Street zum Einsatz.
Seit der Mitte des 20. Jahrhunderts wurde der Gneis weitaus mehr für Grabbordüren und Mausoleen und weniger als Baustein hergenommen. Am Friedhof von Bird Island wird der Besucher von einem freistehenden Bogen aus Morton-Gneis begrüßt. Auf dem Lakewood Cemetery in Minneapolis markiert ein großer, unbehauener Stein das Grabmal von Paul Wellstone und Sheila Wellstone.
In Morton sind die Willkommensschilder der Stadt aus Gneis, wie auch der Liquor store und die Vertäfelungen an der alten Highschool. Wahrscheinlich dürfte die Zion Lutheran Church das einzige Gebäude sein, das vollständig aus Morton-Gneis besteht. Das Gestein ist hier so häufig, dass es an Gräben und Bächen als Schüttgut verbaut wird.
Der Bundesstaat Minnesota hat einen Aufschluss in Morton als Morton Outcrops Scientific and Natural Area unter Schutz gestellt.
Der Morton-Gneis bildet in Minnesota zusammen mit dem Kasota limestone, dem Platteville limestone und dem St. Cloud-Granit einen der am häufigsten verwendeten Bausteine.

## Zusammenschau
Im Verlauf des Paläo- und Mesoarchaikums erfuhr die Minnesota River Valley Subprovince und mit ihr der Morton-Block eine lange und komplizierte Entwicklungsgeschichte. Prinzipielles Ergebnis wiederholter magmatischer Ereignisse und einhergehender Deformationen war ein Orthogneis-Komplex, dessen verschiedene lithologische Komponenten in der Zeitspanne 3500 bis 3100 Millionen Jahre BP herangereift waren. Die geochemische Zusammensetzung des Orthogneises ist im Wesentlichen granodioritischer bzw. TTG-Natur.
Im Neoarchaikum drangen vor rund 2600 Millionen Jahren zahlreiche, teils recht voluminöse Granitplutone auf. Zur selben Zeit ereignete sich auch eine hochgradige Metamorphose. Beide Ereignisse sind sehr wahrscheinlich miteinander verknüpft und dokumentieren zusammen das effektive Ende der neoarchaischen Konvergenztektonik. Um 2600 Millionen Jahre BP war somit die fundamentale Krustenarchitektur bereits fest etabliert.
Der Orthogneis-Komplex des Morton-Gneises dürfte bereits vor rund 3000 Millionen Jahren in seiner wesentlichen Entwicklung abgeschlossen gewesen sein. Rund 400 Millionen Jahre später wurde er dann von der bereits angesprochenen, abschließenden Regionalmetamorphose erfasst. Der Komplex war damals wahrscheinlich schon genauso komplex aufgebaut wie heute – mit verschiedenen, ineinander verwobenen Quarzfeldspatgneisen im Meter- bis Zehnerkilometerbereich. Einige Gesteinstypen waren relativ an Kalifeldspat angereichert (entsprechend dem lagigen Tonalit- bis Granodioritgneis) – eine ideale Ausgangszusammensetzung zur Erzeugung anatektischer Granitischmelzen bei Erreichen der benötigten Schmelztemperatur. Während des Metamorphoseereignisses um 2600 Millionen Jahre waren die Druck-Temperatur-Bedingungen (p-T) zur Anatexis höchstwahrscheinlich erreicht und es bildete sich der Sacred Heart Granite.
Abschließendes magmatisches Ereignis war das Eindringen eisenreicher Tholeiitgänge im Paläoproterozoikum zwischen 2080 und 1980 Millionen Jahre BP – was auf distensive Bedingungen zum damaligen Zeitpunkt schließen lässt.